# 血管性头痛
血管性头痛是一些醫生對某些类型头痛（例如丛集性头痛、偏头痛、中毒性头痛）的稱呼，這一說法目前已過時。血管性头痛被认为与血管肿胀和充血有关，這些因素是造成疼痛的原因。 
毫无疑问，有些头痛的確是由血管引起的。然而這一稱呼逐漸被人棄用。国际头痛学会 (IHS) 也不在头痛分类中提及這個稱呼， 尽管一些医生仍然會把一些頭痛稱之為血管性头痛，并且在一些医学分类系统中血管性头痛仍然會被提及。